# Erik Wellanders språkvårdspris
Erik Wellanders språkvårdspris delas ut av Stiftelsen Erik Wellanders fond som instiftades till minne av Erik Wellander. Stiftelsen har till ändamål att främja svensk språkvetenskaplig forskning på språkvårdens område. Utdelningen sker genom Språkrådets försorg.

## Pristagare
- 1958 – Bertil Molde
- 1959 – Olav Ahlbeck
- 1960 –
- 1961 –
- 1962 – Gösta Bergman
- 1963 – Olof Gjerdman
- 1964 –
- 1965 – Bengt Holmberg
- 1966 – Ture Johannisson och Karl Gustav Ljunggren
- 1967 – Åke Åkermalm
- 1968 –
- 1969 – Elias Wessén
- 1970 – Gun Widmark
- 1971 – Gösta Holm
- 1972 – Karl-Hampus Dahlstedt
- 1973 – Björn Collinder
- 1974 – Ture Johannisson
- 1975 – Carl-Eric Thors och Margareta Westman
- 1976 – Catharina Grünbaum
- 1977 – Sven B.F. Jansson
- 1978 – Ulf Teleman
- 1979 – Bengt Sigurd
- 1980 – Sture Allén
- 1981 – Olov Jonason och Karl Vennberg
- 1982 – Bengt Loman och Mikael Reuter
- 1983 – Britt-Louise Gunnarsson
- 1984 – Stig Nilsson
- 1985 – Claes-Christian Elert
- 1986 – Bertil Molde
- 1987 – Staffan Hellberg
- 1988 – Gertrud Pettersson
- 1989 – Olle Josephson och Sven-Göran Malmgren
- 1990 – Per Lundahl och Kenneth Larsson
- 1991 – Tor Hultman
- 1992 – Peter Cassirer, Martin Gellerstam och Ulla-Britt Kotsinas
- 1993 – Lars-Gunnar Andersson, Åke Jonsson, Ulla Clausén, Claes Garlén, Birgitta Lindgren, Lena Moberg och Jan Svanlund
- 1994 – Ebba Lindberg
- 1995 – Siv Strömquist och Jan Svensson
- 1996 – Bengt Nordberg
- 1997 – Bo Bergman, Barbro Ehrenberg-Sundin och Hans Nyman
- 1998 – Carin Sandqvist och Barbro Söderberg
- 1999 – Ulla Börestam Uhlmann, Lars-Johan Ekerot och Mats Thelander
- 2000 – Kenneth Hyltenstam, Björn Melander, Marketta Sundman och Margareta Westman
- 2001 – Lars Melin och Marika Tandefelt
- 2002 – Birgitta Hene
- 2003 – Birgitta Garme
- 2004 – Philip Holmes och Ian Hinchcliffe
- 2005 – Sture Berg
- 2006 – Catharina Nyström Höög
- 2007 – Benjamin Lyngfelt och Anna-Malin Karlsson
- 2008 – Jan Einarsson
- 2009 – Viggo Kann
- 2010 – Inger Lindberg
- 2011 – Maria Lim Falk och Hedda Söderlundh
- 2012 – Karin Milles
- 2013 – Per Ledin
- 2014 – Lars Borin och Markus Forsberg
- 2015 – Caroline Liberg
- 2016 - Andreas Nord
- 2017 - Staffan Nyström
- 2018 - Lena Ekberg
- 2019 - Linus Salö
- 2020 - Emma Sköldberg
- 2021 – Mats Landqvist
- 2022 – Natalia Ganuza
- 2023 - Anna W Gustafsson
- 2024 - Stina Ericsson